# Honoré Traoré

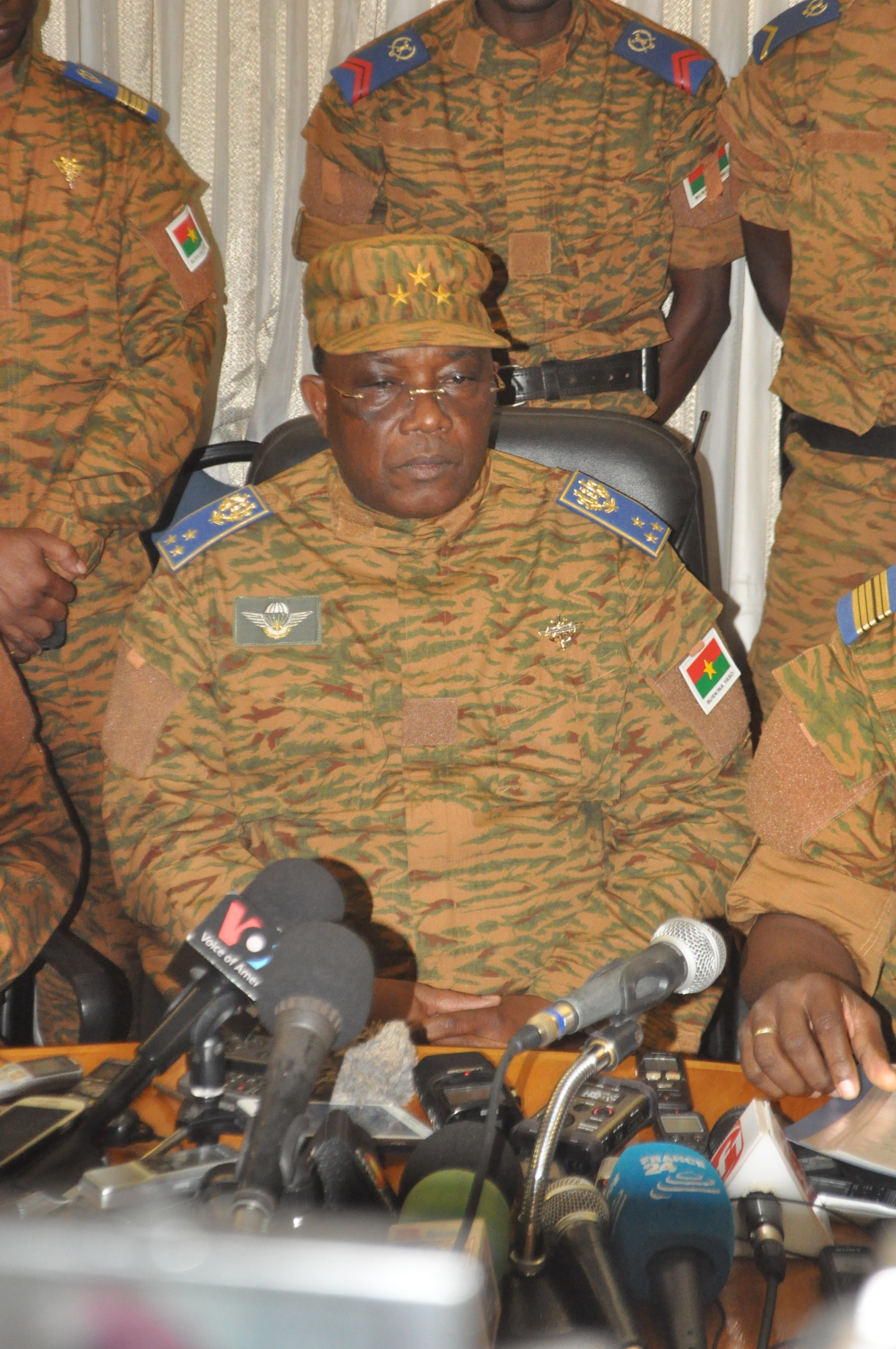
Traoré (2014)

Honoré Nabéré Traoré (* 28. September 1957 in Dédougou, Obervolta, heute Burkina Faso) ist ein Militär und Sportfunktionär aus dem westafrikanischen Staat Burkina Faso. Er war für einen Tag burkinischer Übergangspräsident.
Der Brigadegeneral wurde im Zuge der Unruhen in Burkina Faso 2011 zum Generalstabschef der Armee ernannt. Nach Unruhen, die durch eine geplante Verfassungsänderung ausgelöst worden waren, entmachtete das Militär unter seiner Führung am 30. Oktober 2014 die Regierung und löste das Parlament auf. Nach dem Rücktritt von Präsident Blaise Compaoré am 31. Oktober 2014 führte er in seiner Funktion als Generalstabschef des Militärs vorübergehend die Machtgeschicke seines Landes. Er erklärte, er habe „gemäß der Verfassung“ das Amt des Staatschefs übernommen. Der Vizechef der Präsidentengarde, Oberstleutnant Isaac Yacouba Zida, erhob ebenfalls Anspruch auf diesen Posten und bezeichnete die Erklärung Traorés als „unwirksam“. Am 1. November stellte sich die Militärführung einstimmig hinter Zida, auch Konkurrent Traoré unterzeichnete eine entsprechende Erklärung. Compaoré hatte zwischenzeitlich das Land verlassen und war in den Nachbarstaat Elfenbeinküste geflohen.
Traoré war als Sportfunktionär Präsident des nationalen Verbandes Fédération Burkinabè de Football und des Vereins USFA Ouagadougou.